# غیرت روستایی (اپرا)
غیرت روستایی (ایتالیایی: Cavalleria rusticana؛ ‏تلفظ [kavalleˈri:a rustiˈka:na]) که با عنوانِ سلحشور روستائینیز شناخته می‌شود، یک اپرای تک‌پرده‌ای از پیترو ماسکانی است که بر پایهٔ رمان غیرت روستایی اثر جووانی ورگا ساخته شد. این اپرا یک نمونهٔ کلاسیک از سبک وریسم محسوب می‌شود برای نخستین بار در ۱۷ مه ۱۸۹۰ بر روی صحنه رفت. از سال ۱۸۹۳ به بعد، این اپرا معمولاً به‌همراه پالیاچی اثر روجرو لئونکاوالو و تحت عنوان «Cav/Pag» اجرا می‌گردد.